# St. Arnold
St. Arnold (plattdeutsch Sünt Arnold) ist ein Ortsteil von Neuenkirchen im Kreis Steinfurt in Nordrhein-Westfalen.

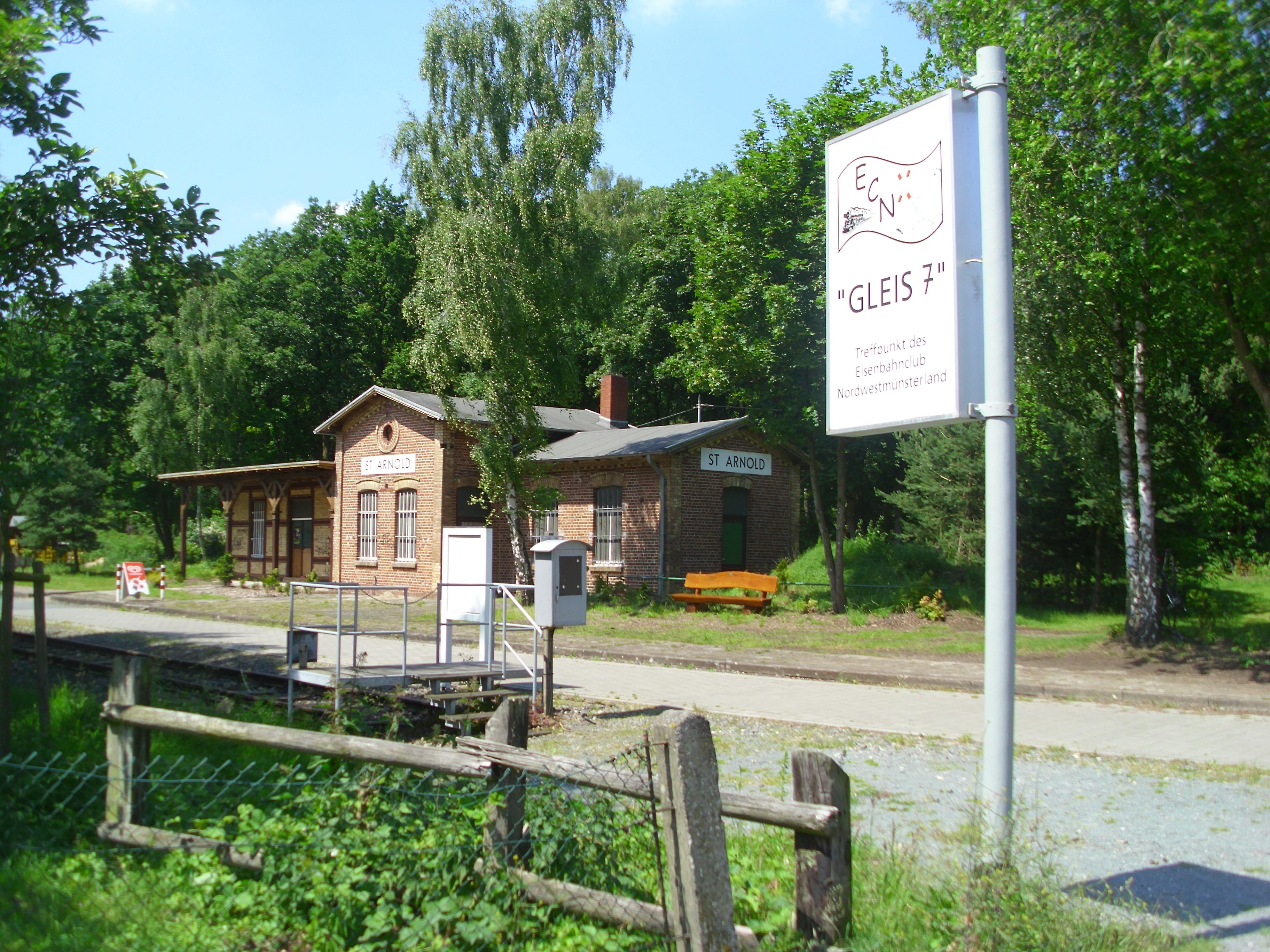
Ehemaliger Bahnhof St. Arnold (ursprünglich Bahnstation Neuenkirchen Land) im Juni 2014

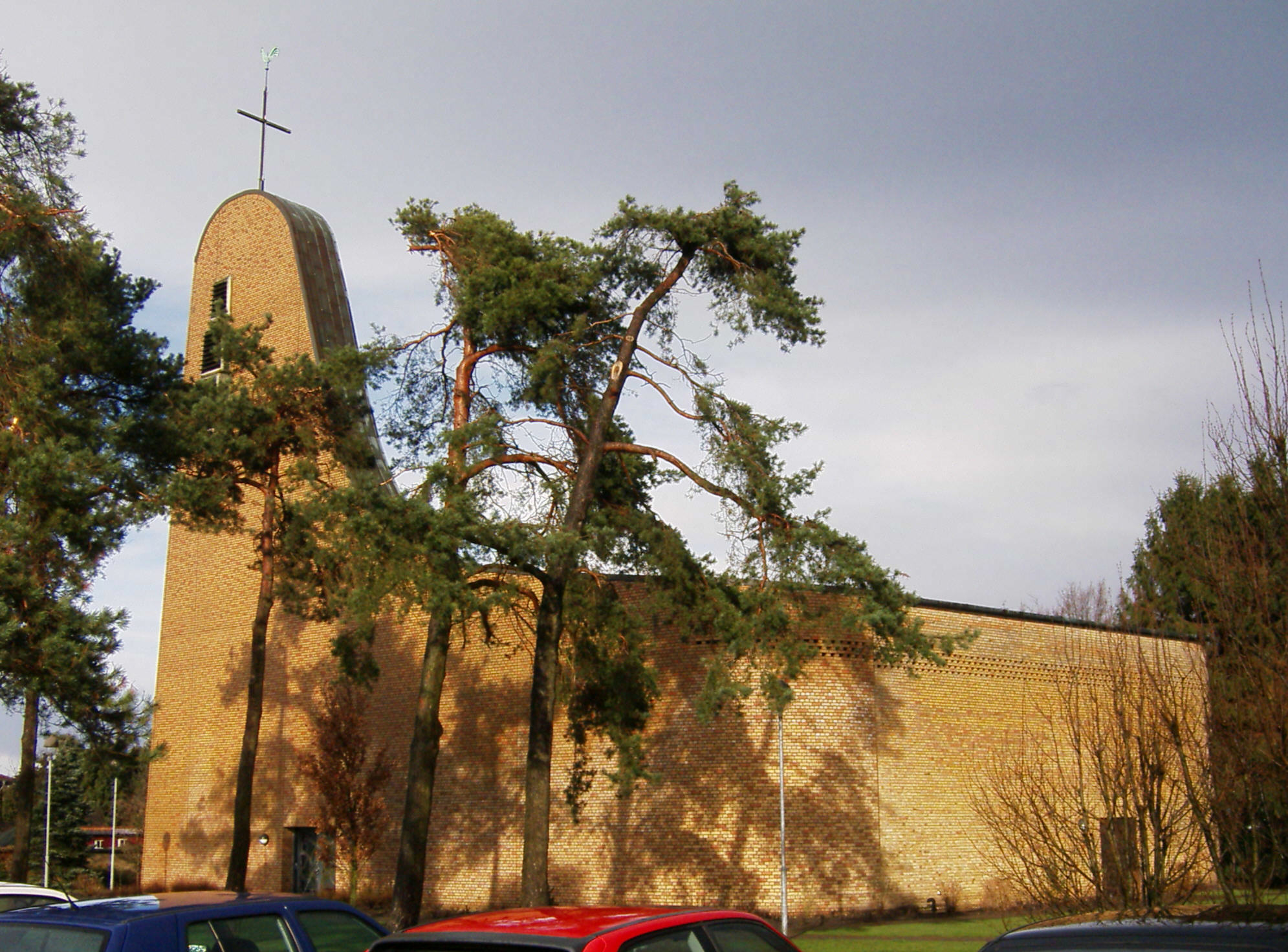
Katholische Kirche St. Josef in Neuenkirchen/St. Arnold, 2007

## Geschichte

### Die Gründung des Missionshauses St. Arnold
Die Gründung des Missionshauses St. Arnold mit der angegliederten Missionsschule (Arnold-Janssen-Gymnasium) führte bereits am 15. Mai 1931 zur Umbenennung der Bahnstation Neuenkirchen Land in „St. Arnold“. Zeitgleich wurde der Poststempel „St. Arnold“ eingeführt und die Poststelle im Missionshaus eingerichtet. Auch der entstehende Neuenkirchener Ortsteil erhielt den Namen St. Arnold.
Arnold Janssen, der im Jahre 2003 heiliggesprochen  wurde, ist der Gründer der Steyler Missionare, die nach ihrem Gründungsort im niederländischen Steyl benannt sind. Ihre offizielle Bezeichnung ist „Gesellschaft des Göttlichen Wortes“ oder auch lat. Societas Verbi Divini (SVD). Der Orden errichtete 1928/1929 im späteren St. Arnold eine Niederlassung mit einer Internatsschule, die vornehmlich der Ausbildung von neuen Missionaren dienen sollte. Bis dahin befanden sich dort nur der Clemenshafen als Endpunkt des Max-Clemens-Kanals (1731–1840), die Bahnstation Neuenkirchen Land, das so genannte „Repressalien-Lager“ (1914–1915) für französische kriegsgefangene Offiziere, für russische Kriegsgefangene und große Munitionslager zur Herstellung von Artilleriemunition.
Auf dem Klosterfriedhof findet sich das Grab des 1946 verstorbenen Steyler Missionsbruders Josef „Kostka“ Wasel, der während der Gottesdienste täglich die Passion Christi in Schauungen erlebte und dessen wundersame Heilung im Heiligsprechungsprozess des Ordensgründers Arnold Janssen eine bedeutsame Rolle spielte. Die „Bruder-Kostka-Gemeinschaft“ umfasst viele Mitglieder – nicht nur hier, sondern auch in ganz Deutschland.

### St. Arnold seit dem Zweiten Weltkrieg

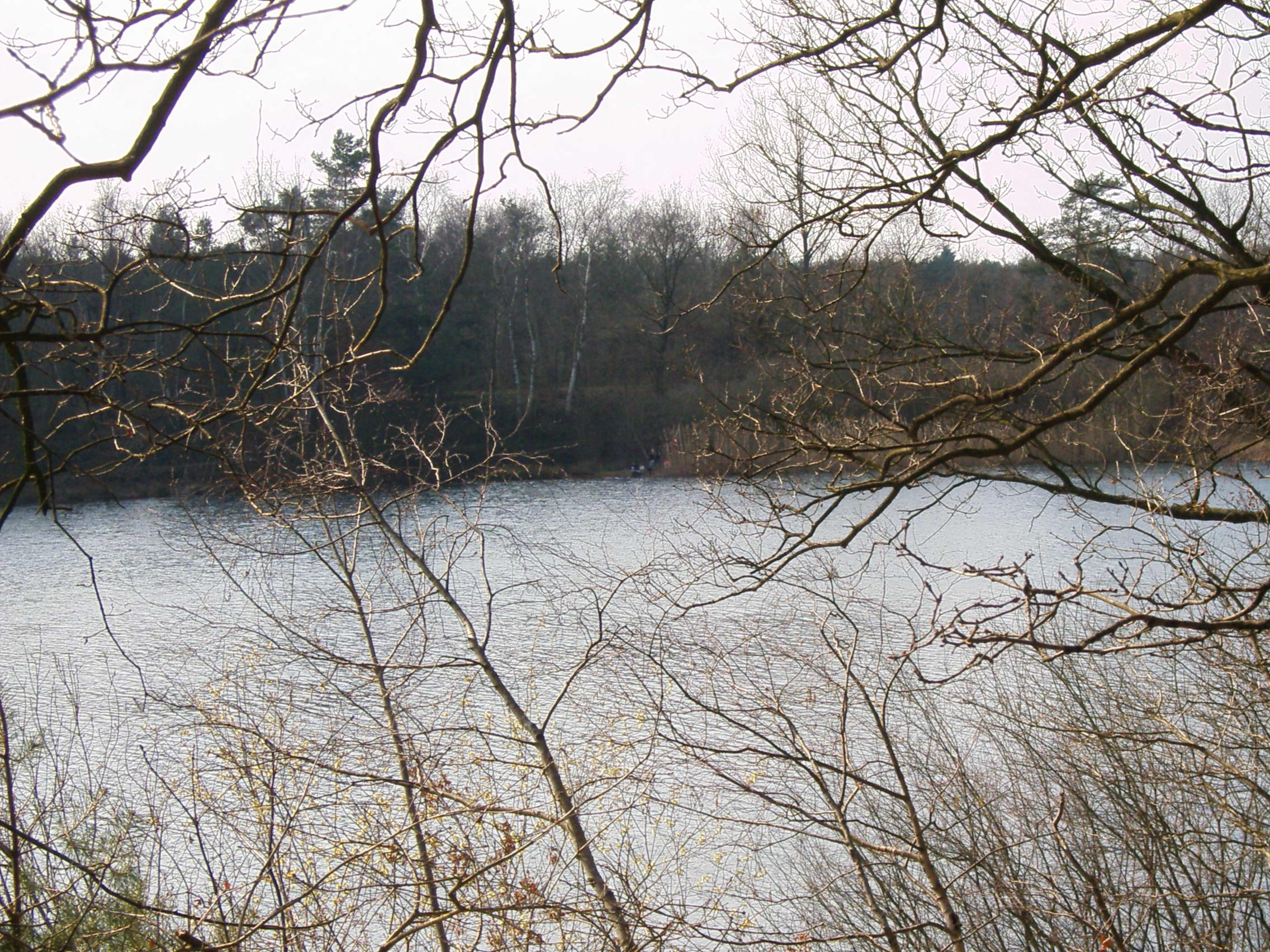
Der Angelsee, einer von mehreren Baggerseen auf dem Münsterländer Kiessandzug in St. Arnold

Die heute dicht besiedelte Ortschaft (ca. 3000 Einw.) entstand erst nach dem Zweiten Weltkrieg. Viele Flüchtlinge und Vertriebene aus den ehemaligen Ostgebieten Deutschlands ließen sich in St. Arnold nieder und bauten eine neue Heimat auf.
Das aus der Schulgründung der Steyler Missionare hervorgegangene Arnold-Janssen-Gymnasium befindet sich seit 1996 in der Trägerschaft des Bistums Münster, nachdem bereits in den 1980er Jahren das Internat aufgegeben worden war. Das Gymnasium ist eine der größten Schulen im Münsterland (ca. 1150 Schülerinnen und Schüler im Schuljahr 2006/2007).
Seit 1998 befand sich auch das Missionshaus selbst in der Trägerschaft des Bistums Münster. Am 30. Juni 2008, nach fast 80-jähriger Tätigkeit, verließen die letzten Missionare St. Arnold. Im Jahr 2016 wurde das Missionshaus mit der daran angegliederten Kirche abgebrochen, um Platz für eine Erweiterung des Gymnasiums mit Fach- und Klassenräumen, Aula, Mensa, und einer kleinen Kapelle zu machen. Die große Sporthalle der Schule wird nach wie vor von verschiedenen Sportvereinen der Gemeinde Neuenkirchen genutzt.

## Vereine
- In St. Arnold ist auch der 1964 gegründete Sportverein TuS St. Arnold e. V. beheimatet, der lange in der Karate-Bundesliga vertreten war und mehrere Deutsche Meister in dieser Sportart hervorgebracht hat. Das Stadion wurde 1968 vom Alt-Bundestrainer Sepp Herberger eingeweiht und trägt seither seinen Namen.

- Seit dem Jahr 2000 besteht der Heimatverein Dorf St. Arnold e. V. In seinem Museum in der Droste-Hülshoff-Straße 7 gibt es unter anderem ein altes Klassenzimmer in Anlehnung an die alte Dorfbauerschaftsschule, eine Ladeneinrichtung aus einer ehemaligen Bäckerei sowie Bilder und Schriften vom Missionshaus St. Arnold.

- Seit dem Bau der RadBahn Münsterland hat der ECN (Eisenbahn-Club Nordwest-Münsterland e. V.) sein Vereinsheim (Gleis 7) am ehemaligen Bahnhof St. Arnold. Der Verein veranstaltet dort jährlich eine Draisinenmeisterschaft.[1]

## Persönlichkeiten
Geboren wurden hier der Nobelpreisträger für Physik von 1987, Johannes Georg Bednorz, und der ehemalige Fußball-Profi Hans Weiner, früher Hertha BSC und Bayern München.